# Le Bois-Robert
Le Bois-Robert là một xã thuộc tỉnh Seine-Maritime trong vùng Normandie miền bắc nước Pháp.

### Huy hiệu
|  |  |